# ドキシサイクリン

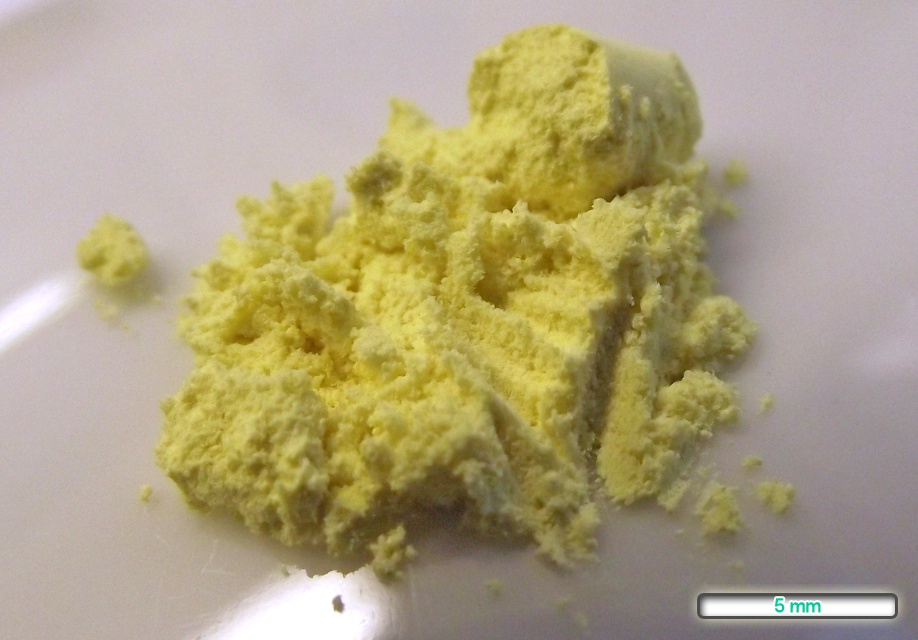
Doxycyclinhyclat

ドキシサイクリン（英: Doxycycline）は、メタサイクリンから化学的に合成されたテトラサイクリン系の抗菌薬である。日本での先発品は、ファイザーのビブラマイシン。特許は切れているが、後発医薬品は発売されていない。グラム陽性菌やグラム陰性菌、リケッチア、マイコプラズマ、クラミジアなどへ、広い抗菌作用を示す。細菌の蛋白合成を阻害し、静菌性の抗生物質に分類される。特に脂溶性が強く、経口投与での吸収が極めて良好、組織内移行も良好で長時間持続する。一般的な副作用は、消化器系（食欲不振や悪心、嘔吐、腹痛、下痢など）と皮膚障害（発疹や蕁麻疹、光線過敏など）である。可逆的な遺伝子発現調整の実験系であるTet on/offシステムに用いられる。

## 特徴
ドキシサイクリンは、その化学構造からテトラサイクリン系の抗菌薬に分類される。経口用の薬剤100 mg、1錠当たりの卸売価格は、0.01-0.02アメリカドルと非常に安価な薬剤として知られる。なお、放出制御によって徐放化された製剤も存在する
。

### 作用機序
ドキシサイクリンの抗菌作用の作用機序は、他のテトラサイクリン系抗菌薬と同様に、細菌に取り込まれたものが、細菌の持つリボソームの30Sサブユニットに可逆的ながら比較的強く結合し、タンパク質の合成に阻害をかけることによって静菌させる。すなわち、細菌のリボソームを一時的に使用不能にして、細菌に必要なタンパク質を生合成できないようにすることによって、細菌の増殖を一時的に阻止する。
なお、細菌など原核生物のリボソームは30Sと50Sサブユニットから成っているのに対して、ヒトなど真核生物のリボソームは40Sと60Sであるため、真核生物のリボソームに対しては、その機能を効果的に阻害することが出来ない。したがって、ドキシサイクリンは原核生物に対して選択毒性を持つ。ドキシサイクリンに対して耐性を持たない細菌に対する最小発育阻止濃度（MIC）は、0.03 (μg/ml)から0.12 (μg/ml)程度である。ただし、ドキシサイクリンに対して薬剤耐性を持つ細菌も存在する。

### 薬物動態

#### 吸収
ドキシサイクリンをヒトに対して空腹時に経口投与した場合の吸収は速やかであり、最高血中濃度到達時間は約3時間とされる。ところで、一般的なテトラサイクリン系の抗菌薬は、その化学構造からカルシウムイオンなどと難溶性の複合体を生成しやすく、例えばカルシウムを多く含む食品と同時に摂取すると、吸収が阻害される。しかし、ドキシサイクリンの場合は他のテトラサイクリン系の抗菌薬とは異なり、乳汁や食物と同時に摂取しても、最高血中濃度到達時間こそ空腹時よりも遅くなるものの、ドキシサイクリンの吸収自体には支障が起こらない。

#### 分布
体内に吸収されたドキシサイクリンは、腎臓への移行性が最も高い。ただ、ドキシサイクリンは、その化学構造上の特徴のために、他のテトラサイクリン系の抗菌薬と比べても比較的脂溶性が高いとされており、同じテトラサイクリン系抗菌薬のミノサイクリンほどではないものの、ドキシサイクリンもまた中枢移行性がテトラサイクリン系抗菌薬の中では比較的高い。脳中濃度は血中濃度の約30%とも言われる。また、血中濃度の11-56%が脳脊髄液中に移行する報告もある。この他、ドキシサイクリンはタンパク結合率も高く、したがって、過量投与時に血液透析を行っても効果的に除去できない。

#### 代謝・排泄
ヒトにおけるドキシサイクリンの血中濃度半減期は12時間前後と、テトラサイクリン系の抗菌薬としては比較的長い。このため、ドキシサイクリン感受性の細菌に対しては、1日1回投与で充分に効果を上げられるとされている。参考までに、健康なヒトに対する200 mg経口単回投与の72時間後の血中濃度ですら、約0.07 (µg/ml)であった。これは、上記のドキシサイクリン感受性菌の最小発育阻止濃度に近い値である。このように経口投与72時間経過後でも感受性菌の最小発育阻止濃度を下回るか下回らないかといった血中濃度が維持されるため、ヒトにおいてはドキシサイクリンの効果は長時間持続すると考えられる。なお、ドキシサイクリンは腎臓への移行性が最も高く、健康なヒトでは主に尿中に排泄されるものの、尿中の他に、胆汁中にも排泄される。このためドキシサイクリンは、腎不全のヒトに対しても、投与量を減量する必要のないテトラサイクリン系の抗菌薬とされる。

## 適応

### 適応菌種
ブドウ球菌属、レンサ球菌属、肺炎球菌、淋菌、炭疽菌、大腸菌、赤痢菌、肺炎桿菌、ペスト菌、コレラ菌、ブルセラ属、Q熱、リケッチア（コクシエラ/ブルネティ）、クラミジア属

### 適応症
皮膚/骨格系感染症
表在性皮膚感染症（丹毒など）、深在性皮膚感染症(蜂窩織炎など)、リンパ管炎・リンパ節炎、慢性膿皮症、外傷/熱傷および手術創などの二次感染、乳腺炎、骨髄炎
上気道/下気道感染症
咽頭炎、喉頭炎、扁桃炎、急性気管支炎、肺炎、慢性呼吸器病変の二次感染
尿路感染症/生殖器感染症
膀胱炎、腎盂腎炎、前立腺炎、尿道炎、淋菌感染症、子宮内感染、子宮付属器炎（骨盤腔内感染）
消化器感染症
感染性腸炎、コレラ
感覚器感染症
眼瞼 膿瘍、涙嚢炎、麦粒腫、角膜炎、中耳炎、副鼻腔炎、歯冠周囲炎、唾液腺炎
全身性感染症
猩紅熱、炭疽、ブルセラ症、ペスト、Q熱、オウム病

## 応用
マラリア予防：マラリア原虫に対してもある程度の効果があり、予防内服あるいは他の抗マラリア剤と併用して治療に用いられることもある。メフロキンの副作用を倦厭して、その代替薬として使用される場合もある。ただし、「副作用の節」に書かれているように、第1選択薬としてはドキシサイクリンを使わない。

## 有効性
2016年改定の日本皮膚科学会による尋常性ざ瘡治療ガイドライン2016において、「推奨度 A」で強く推奨されている。1970年の文献を根拠に、ドキシサイクリン50mgとミノサイクリン100mgの同等性が示されているとした。EUのガイドラインではミノサイクリンよりも推奨されていると紹介されている。副作用は光線過敏があるが、中止により軽快し、その他の腹痛や頭痛などは軽微なものであるとした。なお、ドキシサイクリンは痤瘡（にきび）の適応はない。
性感染症の尿路へのクラミジアトラコマティス感染に対して、アジスロマイシンは97%に有効であり、ドキシサイクリンは100%に有効であった。

## 用量
放出制御を行っていない製剤の場合
通常、成人は初日 200mg/日 を1x(A)または2x(MuA)で経口服用し、2日目より 100mg/日 を1x(A)を経口服用する。なお、感染症の種類や病勢および患者の体格や性別、症状により適宜増減する。
放出制御により徐放化した製剤の場合
徐放化製剤は、徐放化されていない製剤に比べて低用量で良い場合がある。例えば、にきびに対して40 mgのドキシサイクリンを徐放化した製剤の経口投与による降下は、徐放化していないドキシサイクリン100 mgを経口投与した時に匹敵するのにもかかわらず、有害事象の発生率は40 mgのドキシサイクリンを徐放化した製剤の方が少ない。

## 副作用
ラットに対する長期試験では副腎病変が確認されている。
ヒトに対する臨床試験の期間内におけるドキシサイクリン100mgの副作用発現率は約11%とされる。

### 慎重投与
肝障害のある者に対しては慎重に投与するべきである。
小児（特に8歳未満）への投与は、歯牙の着色やエナメル質の形成不全と、一過性の骨発育不全を起こすことがあるので、他の薬剤が使用できないか無効の場合にのみ適用を考慮するべきである。しかし、8歳未満がドキシサイクリンを使用した場合でも、歯牙黄染やエナメル質形成不全、色の違いなどが全く認められなかったとの調査報告もある。
食道に停留して崩壊することで、まれに食道潰瘍を起こすことがある。多めの水で服用すること。食道通過障害のある者や、就寝直前の服用には注意するべきである。

### ほか
ドキシサイクリンは経口血糖降下薬であるスルフォニルウレア系薬剤（SU薬）の効果を増強するため、SU剤との併用は注意が必要であることが能書に明記されているが、これはドキシサイクリンがSU剤の効果を増強するとされるためである。これについて最近では、ドキシサイクリンがインスリンの半減期を延長させたりアドレナリンの作用を阻害することにより間接的にインスリンの効果を増強させるためと考えられており、SU薬への直接的な相互作用ではなく間接的な増強作用とされている。また、膵外作用として末梢組織でのインスリン感受性を増強し糖代謝を改善させることも推測されている。
ドキシサイクリン対メフロキンのコホート研究では、1つ以上の有害作用が仕事を妨害したと報告があったのはドキシサイクリン群で有意（p < 0.0001）に多かった。有害事象の報告率は、メフロキン群で 109/867人（12.6%）、ドキシサイクリン群で 152/685人（22.2%）であった。メフロキン群は主に精神神経系であったのに対し、ドキシサイクリン群は主に消化器系と皮膚障害であった。有害作用のうち何%が服薬と関係しているか不明であるが、ドキシサイクリンはメフロキンと比較して有意に多い報告率であり、仕事への悪影響も大きかった。結論として、抗マラリア薬の第一選択肢はメフロキンであるべきという意見を支持している。

### 議論事例
ドキシサイクリンで皮膚の治療を受けた精神疾患歴のない3人が自殺傾向を示した。2人は自殺により死亡した。その1人はシトクロムP450酵素の活性減少を示すCYP2C19*2 ヘテロ接合型 遺伝子を持っていた。FDAのデータベース上に317件の精神状態変化を示す有害事象報告がある。
上記文献の著者である英国の精神科医デイヴィッド・ヒーリーは、「データに基づいた医療」を提唱し、有害事象報告システム Rxiskにおいて、ドキシサイクリンが自殺との関連を明白に示していることを公表している。
イソトレチノイン服用中に自殺した者はドキシサイクリンを服用していた報告が多く、ニュージーランドの自殺予防団体はドキシサイクリンを警告している。

## 研究事例
スコポラミン誘発健忘に対し、ドキシサイクリン1-100µg/kgは濃度依存性の傾向であった。ドキシサイクリン100µg/kgでの長期治療は顕著な影響が示された。
ドキシサイクリンは卵巣癌や子宮頸癌への抗癌作用が示された。
治療法がみつかっていない致死性家族性不眠症への試験が行われている。動物研究では有効性が示されている。
変形性関節症に対して軟骨厚の減少抑制効果が認められている。

### 基礎研究
PAC1受容体へのリガンド結合をドキシサイクリンが促進させ、PAC1の活性化を増強し神経を保護した。この神経保護は1ng/mLから有意に作用していた。
ドキシサイクリンは活性化した小膠細胞を減少させる。
ドキシサイクリンは強力なポリADPリボースポリメラーゼ1阻害作用を有している。PARP-1阻害のEC50は70nMである。100nM濃度では類薬のミノサイクリンと同様にPARP-1を約75%阻害する。
可逆的な遺伝子発現調整の実験系であるTet on/offシステムに用いられる。iPS細胞の研究において、生体内で山中4因子の働きをドキシサイクリン投与で制御することができる。また、ドキシサイクリン投与に反応して一時的にALSなどの難病を発症させることが可能とされる。この仕組みを利用した韓国の研究チームは、ドキシサイクリンを投与すると紫外線照射で蛍光緑の光を放つ「光る犬」を創り出した。

## 畜産
ドキシサイクリンの一日摂取許容量（微生物学的ADI）は 0.0053mg/kg である。
日本では、ドキシサイクリン塩酸塩は、豚、鶏およびスズキ目魚類を対象に動物用医薬品として承認されている。